# Limnonectes paramacrodon
Limnonectes paramacrodon es una especie de anfibio anuro del género Limnonectes de la familia Dicroglossidae.

## Distribución geográfica
Es endémica del Sureste Asiático (Borneo, Indonesia, Malasia, Singapur y Tailandia).